# دبیرستان خدیجه کبری
دبیرستان خدیجه کبری مربوط به دوره رضا پهلویاست و در شیراز، خیابان انوری، شماره ۴۵، جنب هتل جم واقع شده و این اثر در تاریخ ۸ مرداد ۱۳۸۱ با شمارهٔ ثبت ۶۰۳۸ به‌عنوان یکی از آثار ملی ایران به ثبت رسیده است.